# 异型碘泡虫
异型碘泡虫（学名：Myxobolus dispar）为碘泡科碘泡虫属的动物。分布于俄罗斯、法国、德国、奥地利以及辽宁、江苏、福建、山东、湖南、湖北、四川、江西、云南、浙江(杭州、嘉兴、浙江、广东、武陵山地区、宁夏、吉林、黑龙江流域等，营寄生生活，寄主为鲢、鳙、鲤、鲫、麦穗鱼、宜昌鳅鮀、东北雅罗鱼、东北鳈、黑龙江鰟鮍、大鳍橘、银鲫、镜鲤、河鲈、胡鲇、鲮以及寄生部位为体表、口、心、肠、脾、肝、肾、膀胱、输尿管、鳔、胆囊。